# 10 000 mètres masculin aux Jeux olympiques d'été de 1960
Navigation
Melbourne 1956 Tokyo 1964
L'épreuve du 10 000 mètres masculin aux Jeux olympiques de 1960 s'est déroulée le 8 septembre 1960 au Stade olympique de Rome, en Italie.  Elle est remportée par le Soviétique Pyotr Bolotnikov.

## Résultats
| Rang               | Athlète               | Pays                       | Temps    | Notes |
| ------------------ | --------------------- | -------------------------- | -------- | ----- |
| Médaille d'or      | Pyotr Bolotnikov      | Union soviétique           | 28:32.18 | OR    |
| Médaille d'argent  | Hans Grodotzki        | Équipe unifiée d’Allemagne | 28:37.22 |       |
| Médaille de bronze | Dave Power            | Australie                  | 28:37.65 |       |
| 4                  | Aleksey Desyatchikov  | Union soviétique           | 28:39.72 |       |
| 5                  | Murray Halberg        | Nouvelle-Zélande           | 28:49.11 |       |
| 6                  | Max Truex             | États-Unis                 | 28:50.34 |       |
| 7                  | Zdzisław Krzyszkowiak | Pologne                    | 28:52.75 |       |
| 8                  | John Merriman         | Grande-Bretagne            | 28:52.89 |       |
| 9                  | Martin Hyman          | Grande-Bretagne            | 29:05.11 |       |
| 10                 | Gordon Pirie          | Grande-Bretagne            | 29:15.49 |       |
| 11                 | Sándor Iharos         | Hongrie                    | 29:16.07 |       |
| 12                 | Gerhard Hönicke       | Équipe unifiée d’Allemagne | 29:20.14 |       |
| 13                 | Robert Bogey          | France                     | 29:22.53 |       |
| 14                 | Rhadi Ben Abdesselam  | Maroc                      | 29:32.00 |       |
| 15                 | József Kovács II      | Hongrie                    | 29:34.71 |       |
| 16                 | Yevgeniy Zhukov       | Union soviétique           | 29:42.20 |       |
| 17                 | Xaver Höger           | Équipe unifiée d’Allemagne | 29:50.20 |       |
| 18                 | Stanisław Ożóg        | Pologne                    | 29:58.00 |       |
| 19                 | Arere Anentia         | Kenya                      | 30:01.00 |       |
| 20                 | Constantin Grecescu   | Roumanie                   | 30:03.00 |       |
| 21                 | Simo Saloranta        | Finlande                   | 30:04.80 |       |
| 22                 | Hamoud Ameur          | France                     | 30:12.40 |       |
| 23                 | Hamida Addèche        | France                     | 30:25.40 |       |
| 24                 | Doug Kyle             | Canada                     | 30:27.20 |       |
| 25                 | Carlos Pérez          | Espagne                    | 30:31.60 |       |
| 26                 | Barry Magee           | Nouvelle-Zélande           | 30:35.80 |       |
| 27                 | Franco Antonelli      | Italie                     | 30:39.40 |       |
| 28                 | Cyprian Tseriwa       | Rhodésie                   | 30:47.80 |       |
| 29                 | Fevzi Pakel           | Turquie                    | 32:06.50 |       |
| -                  | Kazimierz Zimny       | Pologne                    |          | DNF   |
| -                  | Gebru Merawi          | Éthiopie                   |          | DNF   |
| -                  | Jaroslav Bohatý       | Tchécoslovaquie            |          | DNF   |
| -                  | Allan Lawrence        | Australie                  |          | DNF   |

## Légende
Records et Performances
- AR : Record continental (area record)
- CR : Record des championnats (championship record)
- MR : Record du meeting (meet record)
- NR : Record national (national record)
- OR : Record olympique (olympic record)
- PR : Record paralympique (paralympic record)
- PB : Record personnel (personal best)
- SB : Meilleure performance personnelle de la saison (season's best)
- WL : Meilleure performance mondiale de l'année (world leader)
- WJR : Record du monde junior (world junior record)
- WR : Record du monde (world record)

Circonstances et Conditions
- DNF : N'a pas terminé (did not finish)
- DNS : N'a pas pris le départ (did not start)
- DQ : Disqualification (disqualification)
- NM : Aucun essai valable enregistré (No Mark)
- Q : Qualifié « directement » au prochain tour (ou à la prochaine compétition), lors d'une compétition majeure, grâce au classement ou à la réalisation des minima (automatic qualifier)
- q : Qualifié au prochain tour (ou à la prochaine compétition), lors d'une compétition majeure, grâce au repêchage ou à la réalisation de l'une des meilleures performances parmi celles des « non qualifiés directement » (grâce au meilleur temps ou à la meilleure distance par exemple) (secondary qualifier)